# New York City (sång)
New York City är en låt från 1972 av John Lennon på albumet Some Time in New York City. Det finns demoinspelningar av låten från hösten 1971 när John Lennon och Yoko Ono hade flyttat och bosatt sig i New York.